# Джордже Джіваджі Рао Скіндія
Джордже Джіваджі Рао Скіндія (26 червня 1916 — 16 липня 1961) — останній магараджа Гваліора, підконтрольний британській адміністрації. Після здобуття Індією незалежності став титулярним правителем Гваліора.